# Commission de consultation sur les pratiques d'accommodement reliées aux différences culturelles
La commission Bouchard-Taylor (du nom des coprésidents), officiellement Commission de consultation sur les pratiques d'accommodement reliées aux différences culturelles, a été créée le 8 février 2007 par Jean Charest, premier ministre du Québec, pour examiner les questions liées aux accommodements raisonnables consentis sur des bases culturelles ou religieuses au Québec. 
La commission était dirigée par le philosophe Charles Taylor et le sociologue Gérard Bouchard. Son rapport final a été rendu public le 22 mai 2008 et la commission a fermé ses bureaux le 18 juin 2008.

## Création
Le 27 janvier 2007, le village d'Hérouxville, en Mauricie, fait l'objet de plusieurs reportages dans les médias québécois en publiant un code de conduite de 5 pages destiné à d'éventuels nouveaux immigrants. On y mentionne, entre autres, qu'il est interdit de lapider les femmes, de les brûler vives ou de pratiquer l'excision sur elles dans la municipalité.
« L'initiative, à la limite de l'anecdote, cristallise et amplifie un malaise présent depuis plusieurs mois dans la société québécoise. Depuis, en fait, la médiatisation de certains accommodements reliés à des traits culturels et religieux. »
Le 8 février 2007, le premier ministre Jean Charest annonce la mise sur pied d'une Commission de consultation sur les pratiques d'accommodement reliées aux différences culturelles  qui sera dirigée par le sociologue Gérard Bouchard et le philosophe Charles Taylor. Cette commission (de consultation, et non une commission d'enquête avec pouvoir de contrainte) aura pour mandat :
- de brosser le portrait des pratiques d'accommodement qui ont cours au Québec ;
- d'analyser les enjeux qui y sont associés en tenant compte des expériences d'autres sociétés ;
- de mener une vaste consultation sur ce sujet ;
- de formuler des recommandations au gouvernement pour que ces pratiques d'accommodement soient conformes aux valeurs de la société québécoise en tant que société pluraliste, démocratique et égalitaire.

D'emblée, le premier ministre énonçait trois valeurs ne pouvant pas faire l'objet d'accommodements :    
- l'égalité entre les hommes et les femmes ;
- la primauté du français ;
- la séparation entre l'État et la religion.

## Consultations publiques
La commission a procédé, de septembre à novembre 2007, à des audiences publiques dans 17 villes réparties dans 16 régions du Québec : Gatineau, Rouyn-Noranda, Sept-Îles, Saguenay, Saint-Jérôme et Joliette en septembre, Rimouski, Bonaventure, Saint-Hyacinthe, Longueuil, Trois-Rivières et Québec en octobre, Saint-Georges, Drummondville, Laval, Sherbrooke et Montréal en novembre. Des audiences visant à permettre à différents groupes nationaux de s'exprimer (syndicats, partis politiques, groupes religieux, etc.) ont été tenues à Montréal en décembre 2007. 
Lors de la consultation, les citoyens pouvaient déposer un mémoire exposant leur point de vue et procéder à un témoignage envers les commissaires (le citoyen nommé s'exprimant debout dans la salle, généralement filmé par les médias).
La consultation a fait salle comble dans la plupart des villes visitées.

### Résumé
Le 22 mai 2008, la commission a déposé un rapport final de 310 pages comprenant 37 recommandations divisées en 8 thèmes.
Le rapport conclut qu'il n'y a pas vraiment de problème concernant la pratique des accommodements raisonnables au Québec. Il y a une crise des perceptions, un décalage entre ce qui se passe « sur le terrain » et ce qu'une grande partie de la population croit qu'il se passe sur le terrain. Ainsi, 55 % des cas d'accommodements raisonnables ayant été recensés au cours des 22 dernières années ont été exposés au public par les médias entre mars 2006 et juin 2007. Des cas les plus médiatisés, 71 % (15 sur 21) comportaient des distorsions importantes dans la relation des faits.
Bien qu'il n'y ait pas vraiment de problème, l'emballement médiatique et le phénomène de la rumeur ont contribué à mettre à jour un certain malaise identitaire chez les Québécois. Ceux d'ascendance canadienne-française semblent avoir de la difficulté à gérer leur double-statut (majoritaires au Québec, minoritaires en Amérique), ce qui fait en sorte qu'ils ont peur d'être submergés par les minorités culturelles. Le rapport souligne ainsi que la crise des accommodements ne reflète pas simplement l’attitude « déraisonnable » des minorités face à l’État laïque, mais est aussi un signe de « protestation d’un groupe ethnoculturel majoritaire [les Canadiens francophones] qui doute de sa propre identité ».
Le rapport reprend ensuite les principes de la laïcité : neutralité laïque de l’État, égalité des droits, intégration des immigrés, promotion du français comme langue commune, participation de tous dans les institutions publiques.

### Recommandations notables
Certaines recommandations du rapport ont été traitées de manière plus significatives que d'autres.

#### Symboles religieux dans les services publics
Le 2 mars 2006, la Cour suprême du Canada autorisait un jeune sikh montréalais à porter à l'école un kirpan, une sorte de couteau rituel. Cas fortement médiatisé, les conclusions des commissaires sur la question du port de symboles religieux étaient fortement attendues. Ces derniers ont fait la recommandation suivante :
« En ce qui concerne le port de signes religieux par les agents de l’État, nous recommandons qu’il soit interdit à certains d’entre eux (magistrats et procureurs de la Couronne, policiers, gardiens de prison, président et vice-présidents de l’Assemblée nationale). Mais pour tous les autres agents de l’État (enseignants, fonctionnaires, professionnels de la santé et autres), nous estimons que le port de signes religieux devrait être autorisé. »
Ainsi, la Commission Bouchard-Taylor a rejeté l'interprétation restrictive faite en France par la Commission Stasi, qui a abouti à la loi sur l'interdiction des signes religieux ostensibles. Pour la commission québécoise, le devoir de laïcité s’applique aux actes de l’État plutôt qu’à l’apparence des employés et usagers.
En 2017, à la suite de l'attentat de la grande mosquée de Québec, Charles Taylor désavouera cette recommandation. Il cite notamment «l'effet de stigmatisation» qu'ont eu les débats sur la charte des valeurs québécoises, et la reconnaissance que le «compromis» que représentait la recommandation n'a jamais mené à une position unie des partis politiques.

#### Crucifix à l'Assemblée Nationale
L'Assemblée nationale du Québec comporte un crucifix placé au-dessus du siège du président d'assemblée. Ayant déjà fait l'objet de plusieurs commentaires, les commissaires ont fait la proposition suivante le concernant :
« Au nom de la séparation de l’État et des Églises et de la neutralité de l’État, nous pensons qu’il faudrait enlever le crucifix accroché au mur de l’Assemblée nationale. Il s’agit là, en effet, du lieu même qui symbolise l’État de droit (une solution raisonnable serait de l’exposer dans une salle consacrée à l’histoire du Parlement). Pour la même raison, on devrait abandonner la récitation de la prière aux réunions des conseils municipaux dans les nombreuses municipalités où ce rite est toujours pratiqué. »
Quelques minutes après la présentation des recommandations, le gouvernement Charest a déposé une motion réclamant le maintien du crucifix en Chambre au nom du patrimoine et de l'histoire du Québec. La motion a été adoptée à l'unanimité par les 100 députés présents au vote.

#### Abandon de la prière aux séances de conseils municipaux
Le 22 septembre 2006, le Tribunal des droits de la personne ordonnait à la ville de Laval de cesser la pratique de la récitation de la prière lors des assemblées publiques du conseil municipal. À la suite de cet antécédent, plusieurs conseils municipaux ont cessé la pratique de la prière. Cependant, d'autres ont continué cette pratique dont le conseil municipal de Saguenay. Le maire de cette ville, Jean Tremblay, a déposé, au nom de la ville, un mémoire en ce sens lors du passage de la commission dans sa région. 
Malgré la recommandation du rapport final d'abandonner la prière lors des séances du conseil municipal et la jurisprudence applicable, le conseil de ville de Saguenay a perpétué cette pratique jusqu'au 6 octobre 2008. À cette date, lors de la séance mensuelle tenue dans l'arrondissement Jonquière, le maire a précisé que la prière serait faite deux minutes avant l'ouverture de la séance en présence des conseillers et citoyens consentants.

#### Jours de congés
Les jours fériés étant liés à une religion dominante (le christianisme), la Commission a jugé que l'autorisation accordée aux croyants de religions minoritaires de prendre des congés pour motif religieux ne contrevenait pas au principe de laïcité, rétablissant au contraire l'égalité culturelle.

## Controverses

### Gérard Bouchard
La commission a soulevé la controverse avant même de commencer ses travaux. Dans une entrevue qu'il accordait à l'hebdomadaire culturel montréalais Voir, Gérard Bouchard a déclaré que le statut minoritaire des Canadiens français au Canada crée chez eux un sentiment d'insécurité. « Les francophones d'ascendance constituent une majorité qui réagit comme une minorité, qui démontre les mêmes sentiments d'inquiétude, de menace, de fragilité, le même réflexe de repli, de durcissement... », ajoutant que l'indépendance du Québec permettrait de résorber la crise de l'identité québécoise.
Les propos de M. Bouchard, un intellectuel souverainiste connu et le frère de l'ancien premier ministre du Québec Lucien Bouchard, ont été dénoncés par le chroniqueur politique Don MacPherson du quotidien The Gazette comme étant partiaux et compromettants pour le gouvernement et la commission.
Les représentants des trois partis politiques représentés à l'Assemblée nationale du Québec ont réitéré leur confiance à l'endroit du commissaire, affirmant que M. Bouchard n'avait pas dépassé son devoir de réserve.
Le 22 août 2007, il soulève une nouvelle polémique en marquant une opposition entre le niveau de tolérance des « intellectuels » et celui des autres citoyens.

### Charles Taylor
Le député péquiste Pierre Curzi a par ailleurs ajouté que l'autre coprésident de la commission, M. Taylor, était fédéraliste.
De plus, la présidente de la ligue des femmes du Québec, Claudette Jobin, a déclaré que Charles Taylor ne devrait pas siéger sur la commission en raison de ses opinions religieuses, ayant été récipiendaire du prix Templeton.

Lors d'un entretien mené en juin 2007, le journal libéral français Le Point présente Charles Taylor comme un tenant du communautarisme. Aux termes de cet entretien, Charles Taylor se défend de promouvoir toute fragmentation communautaire de l'Etat :

« Vous avez en France une vision caricaturale du communautarisme. Si je me définis comme communautariste, ce n'est pas parce que je veux développer une floraison de communautés différentes à l'intérieur d'un Etat. Je suis communautariste dans le sens où je pense que la solidarité entre les individus est importante et que la société n'est pas un ensemble indifférent d'individus : elle est un ensemble de communautés, visibles ou non. Le mouvement communautariste est né dans les pays anglo-saxons en réaction aux thèses néolibérales qui voulaient réduire l'intervention de l'Etat et remettre en question les mécanismes collectifs de solidarité »

## Coûts
Le rapport, produit par MM. Bouchard et Taylor a coûté un montant de 3,7 millions de dollars sur le budget accordé de 5,1 millions. C'est donc dire que la commission a coûté moins cher que prévu considérant l'impact significatif de celle-ci. 